# Qasr al-Bint

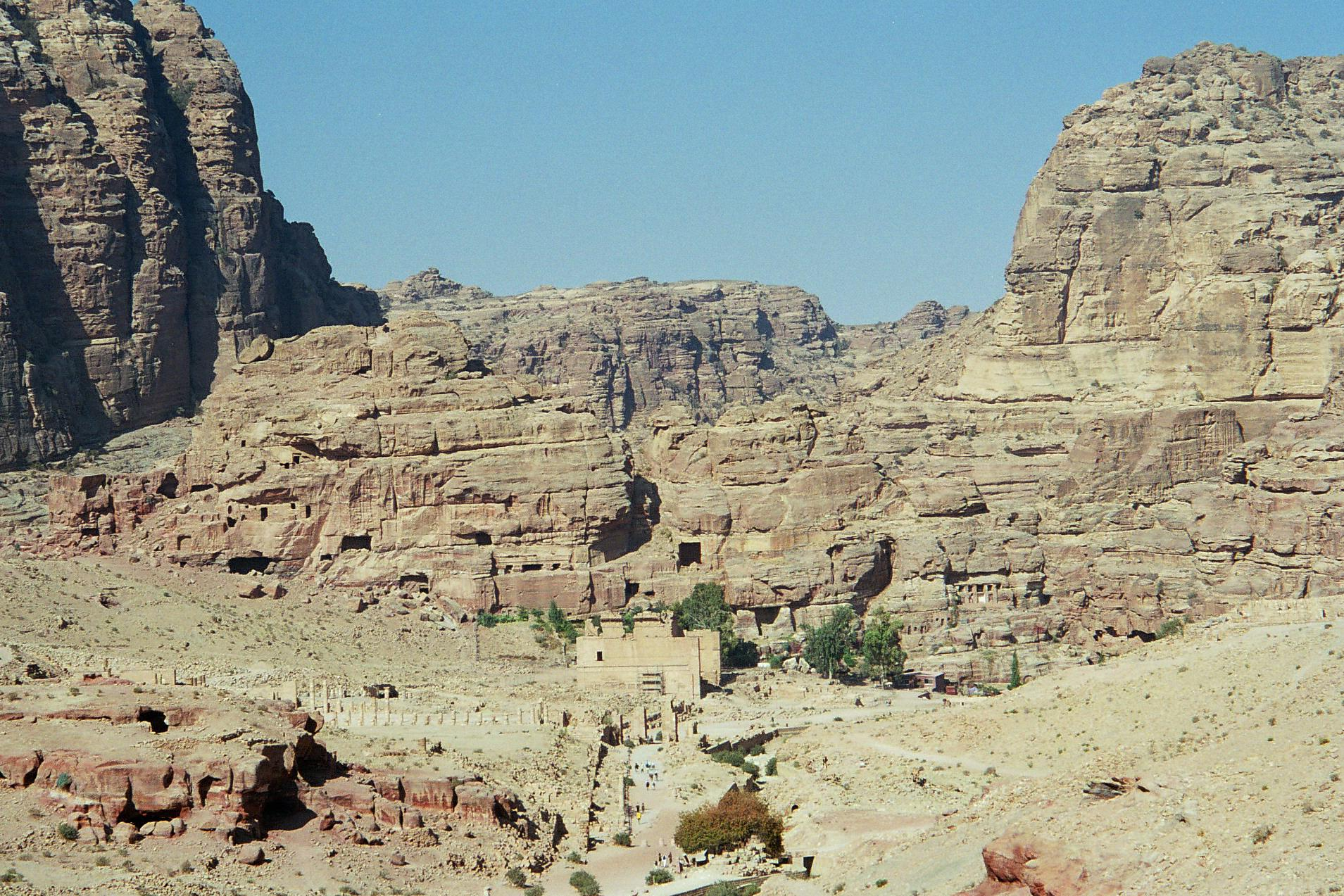
Qasr al-Bint.

Qasr al-Bint é o templo principal da antiga vila de Petra, na Jordânia.
Está de frente para o Wadi Musa e está localizado a noroeste do Grande Templo e a sudoeste do Templo dos Leões Alados. Uma das estruturas preservadas mais antigas que sobrevivem hoje em Petra, fica perto do portão monumental e foi um ponto focal importante na rua com colunatas, bem como um foco de culto religioso.
O Qasr al-Bint é uma das poucas estruturas antigas que permanecem em pé em Petra. Apesar disso, a alvenaria de silhar, usada em sua construção, é vulnerável a danos causados pela vibração do solo durante os terremotos. O plano simétrico de Qasr el-Bint pode ter ajudado a reduzir os momentos de torção que ocorreram durante a atividade sísmica no local. O uso de cursos de cordas de madeira também pode ter aumentado a capacidade de dissipação de energia da estrutura. Alguns estudiosos acreditam que é devido à inclusão desses cursos de cordas de madeira que o edifício ainda está de pé em toda a sua altura.